# Mein Herz ist eine Jazzband (Lied)
Mein Herz ist eine Jazzband lautet der Titel eines Foxtrottliedes von Willy Engel-Berger, zu dem Fritz Löhner unter seinem Künstlernamen „Beda“ den Text verfasst hatte. Es erschien 1926 im Wiener Bohème-Verlag Berlin-Wien und in der Edition Bristol A.G. Wien-Leipzig-Berlin.

## Hintergrund
Das Lied wurde zuerst 1927 in der Revue Chauffeur, ins Apollo! in Wien verwendet und gab danach den Titel zum Spielfilm Mein Herz ist eine Jazzband ab, den Friedrich Zelnik 1928 in seiner Gesellschaft EfZet-Film drehte und produzierte.
Der Text reflektiert die Bildwelten, die sich bei den mitteleuropäischen Hörern um 1928 mit dem Begriff Jazz einstellten: „das“ [sic] Ukulele, Saxophone und dicke, lachende Neger, die Lebensfreude und Vitalität zum Ausdruck bringen.
Der Schlager war bald in Deutschland und Österreich populär, wo er von namhaften Interpreten auf Grammophonplatten aufgenommen und verbreitet wurde. In Österreich sangen ihn die beiden Klavier-Duettistinnen Lilly und Emmy Schwarz, die sich selbst am Doppelflügel begleiteten, für Odeon auf Platte; außerdem nahm dort den Titel die populäre Wiener Jazzkapelle von Charles Gaudriot auf, zu der die Duettisten Bauer und Reichmann den Refrain sangen. Auf der österreichischen HMV-Marke „Gramola“ sang der Tenor Jacques Rotter das Lied mit Orchesterbegleitung, als Tanzstück spielten es ferner auf HMV das Jazz-, Sinfonie- und Tanz-Orchester von Dol Dauber sowie auf dem Columbia-label die Charleston Serenaders ein. In Deutschland machte Efim Schachmeister mit seinem Jazz-Symphonie-Orchester eine instrumentale Aufnahme des Foxtrotts bei der “Grammophon”; für Homocord nahm ihn der beliebte Refrainsänger Luigi Bernauer mit Begleitung des Homocord-Orchesters auf.

## Kehrreim
Mein Herz ist eine Jazzband.

So schön spielt keine Jazzband.

Dürü dürü … das Ukulele, Ukulele,

und dazu das Saxophon, das Saxophon.

Mein Herz ist eine Jazzband.

Sie spielt zu Ernst und Scherz,

Und wenn dazu ein dicker Neger singt und lacht:

Ua-hahah, my Baby

Ua-hahah, my Baby

Dann lacht auch mein Herz.

## Notenausgaben
- Willy Engel-Berger (Komponist): Mein Herz ist eine Jazzband. Lied und Foxtrot. Text von Beda. Wiener Bohème-Verlag, Berlin/Wien, und Edition Bristol A.G., Wien/Leipzig/Berlin 1926/27, OBV.
- Willy Engel-Berger: Mein Herz ist eine Jazzband. Gesang und Klavier. BMG UFA Musikverlage, Verlagsnummer: UFA14700.

## Tondokumente
- Mein Herz ist eine Jazzband. Foxtrot aus der Revue „Chauffeur ins Apollo !“ (Willy Engel-Berger) Charles Gaudriot Jazz, Moulin Rouge Wien, Gesang: Bauer & Reichmann. Odeon A 186.108 (Matr. Ve 1368), aufgen. Wien, Febr. 1928[12].
- Mein Herz ist eine Jazzband – Foxtrot (Engel-Berger) Dol Dauber Jazz Symphony a Tanečni Orchestr. Österr. HMV Cat.No. AM 1224 (Matr. BK 2880-1), aufgen. Wien, 14. April 1928[13]
- Mein Herz ist eine Jazzband. Foxtrot (Engel-Berger, Text von Beda) Jacques Rotter mit Orchester. Österr. HMV Cat.No. AM 1253 (Matr. BK 2993-2), aufgen. Wien, 3. Mai 1928[14]
- Mein Herz ist eine Jazzband. Foxtrot (Engel-Berger, Text von Beda) Lilly und Emmy Schwarz, Gesang am Doppelflügel (Bechstein). Odeon Best.Nr. O-2483 a / A 45 512. Matrize: Be 6914, aufgen. ca. Juni 1928[15]
- Mein Herz ist eine Jazzband. Foxtrot (Engel-Berger) The Charleston Serenaders. Österr. Columbia 14 067 (Matr. WA 7047)[16]
- Mein Herz ist eine Jazzband. Foxtrot (Engel-Berger – Beda) Efim Schachmeister mit seinem Jazz-Symphonie-Orchester. Grammophon 21 227 / B 41 985 (Matr. 942 ½ bd), aufgen. Oktober 1928[17]
- Mein Herz ist eine Jazzband. Foxtrot (Engel-Berger – Beda) Homocord-Orchester mit Refraingesang: Luigi Bernauer. Homocord 4-2901 (Matr. M 20 859), aufgen. 7. Dezember 1928[18]